# Licaria quercina
Licaria quercina är en lagerväxtart som beskrevs av Lorea-hern.. Licaria quercina ingår i släktet Licaria och familjen lagerväxter. Inga underarter finns listade i Catalogue of Life.